# Хроники призрачного племени
Хроники призрачного племени (кит. 九层妖塔, англ. Chronicles of the Ghostly Tribe) — китайский фантастический фильм 2015 года, снятый режиссёром Лу Чуаном по мотивам романа Ghost Blows Out the Light (кит. 鬼吹灯) писателя Чжан Муэ (天下霸唱). Фильм получил смешанные отзывы и вызвал споры среди поклонников оригинального произведения из-за значительных изменений в сюжете.

## Сюжет
В 1979 году на границе Китая и Монголии группа исследователей обнаруживает древние окаменелости неизвестных существ. Археологическая экспедиция отправляется в горы Куньлунь, чтобы раскрыть их тайну. Однако раскопки оборачиваются катастрофой: взрыв и нападение агрессивных существ вынуждают выживших спуститься в подземный мир. Там они находят руины исчезнувшей цивилизации, обладавшей секретами жизни и смерти.
Единственный оставшийся в живых участник той трагедии, Ху Байи, спустя годы работает библиотекарем в Нью-Йорке. Однако его прошлое снова даёт о себе знать: таинственные события вынуждают его вернуться в Китай. В поисках ответов он обнаруживает, что древняя легенда о Девятиуровневой демонической башне (九层妖塔) связана с инопланетной расой, правившей Землёй тысячи лет назад. Когда один из учёных решает снять печать, удерживающую потусторонних существ, миру снова угрожает смертельная опасность. Теперь Ху Байи предстоит разгадать тайны прошлого и остановить пробуждение древнего зла.

## В ролях
Марк Чао — Ху Байи
Яо Чэнь — Ширли Янг
Ли Чэнь — Ван Кайсюань
Тиффани Тан — Ян Пин
Рис Мулдун — профессор Чен
Ван Цинсян — старший офицер

## Производство
Фильм снят на основе первого тома из серии романов Ghost Blows Out the Light, но существенно отличается от оригинального сюжета, включая добавление научно-фантастических элементов. Режиссёр Лу Чуан внес значительные изменения, стремясь адаптировать историю для широкой аудитории.

## Релиз и отзывы
Премьера состоялась 30 сентября 2015 года в Китае. Фильм собрал более 100 миллионов долларов в прокате, но вызвал неоднозначную реакцию. Многие поклонники романа критиковали адаптацию за отклонение от оригинала, тогда как другие хвалили визуальные эффекты и постановку экшн-сцен.